# Retrato de Clarisa Strozzi
Retrato de Clarisa Strozzi es un pintura del maestro veneciano
Tiziano realizada en 1542 y conservada en la Gemäldegalerie de Berlín, Alemania.

## Descripción y estilo

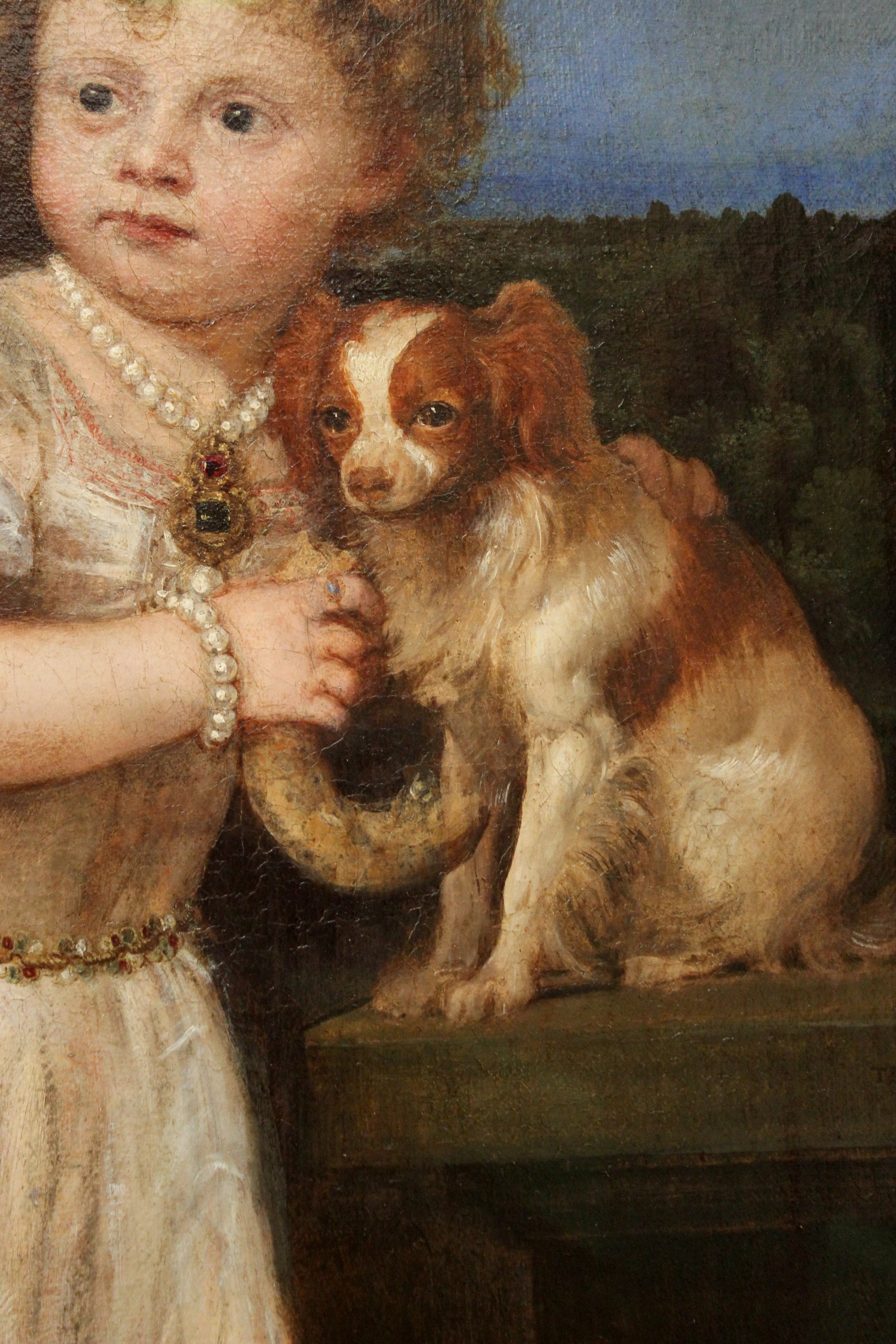
Detalle del acercamiento al perrito.

La pintura retrata de cuerpo entero a una niña de apenas tres años perteneciente a la antigua familia florentina de los Strozzi; era hija de Roberto Strozzi y Magdalena de Médici, quienes vivieron exiliados en Venecia de 1540 a 1542. Junto con el de Ranuccio Farnesio es su segundo retrato infantil realizado en 1542.
Clarisa, vestida con sus mejores galas como sucedía con los retratos de adultos, está alimentando a su mascota pero parece ligeramente asustada por algo fuera del encuadre y se acerca como para protegerse al perrito sentado sobre una mesa, mueble adornado con un relieve con dos amorcillos y donde aparece la firma del pintor "titianus". Esto sugiere una viva sensación de movimiento.  
Algunos lo consideran un ejemplo de uno de los más bellos retratos infantiles del mundo gracias a la coloración y especialmente a la combinación de colores rojo carmín, azul, y amarillo dorado. Se considera que el lienzo fue una inspiración para los retratos infantiles de Rubens y Anton van Dyck.